# Space Launch Complex 3
Space Launch Complex 3 (SLC-3) es un sitio de lanzamiento en la Base de la Fuerza Espacial Vandenberg que consta de 2 plataformas de lanzamiento independientes. El SLC-3E fue utilizado por el Atlas V antes de que fuera desmantelado en agosto de 2021 y el lanzamiento final tuvo lugar el 10 de noviembre de 2022 a las 09:49 UTC, mientras que el SLC-3W ha sido demolido
Los lanzamientos desde Vandenberg vuelan hacia el sur, lo que permite colocar las cargas útiles en órbitas de alta inclinación, como la órbita polar o la órbita heliosíncronica, que permiten una cobertura global completa de forma regular y se utilizan a menudo para satélite meteorológico, o satélite de observación terrestre y de reconocimiento. Estas órbitas son difíciles de alcanzar desde la Estación de la Fuerza Espacial de Cabo Cañaveral, donde los lanzamientos deben volar hacia el este debido a los principios centros de población tanto al norte como al sur del Centro Espacial Kennedy. Evitarlas requería maniobras enormemente ineficientes, lo que reduciría en gran medida la capacidad de carga útil.
SLC-3E fue el sitio de lanzamiento del módulo de aterrizaje InSight en Marte en mayo de 2018.

## SLC-3E

### Historia
SLC-3E, una de las 2 plataformas Atlas-Agena en la VAFB, fue originalmente la instalación designada para los lanzamientos del MIDAS (Missile Defense Alarm System) y albergo su primer vuelo el 12 de julio de 1961. Después de que el programa MIDAS terminara en 1966, SLC-3E albergo pruebas de vehículos de reentrada en 1967-68 como parte del Proyecto PRIME. La plataforma estuvo inactiva durante una década, luego volvió a usarse a fines de la década de 1970 para los satélites de comunicaciones NAVSTAR en misiles Atlas E/F renovados. El 19 de diciembre de 1981, Atlas 76E se estrelló a unos cientos de pies de la plataforma después de una falla del motor, pero no se produjeron daños graves en las instalaciones. SLC-3E luego fue reconvertido para el Atlas H (núcleo Atlas-Centaur con una etapa superior sólida en lugar del Centaur) y albergo lanzamientos de satélites ELINT entre 1983 y 1987. La plataforma fue descontinuada nuevamente y no se utilizó durante los siguientes 12 años, cuando fue reactivada para el Atlas IIAS.
Se realizaron 3 misiones Atlas IIAS con éxito desde el SLC-3E. La primera misión, que se realizó el 18 de diciembre de 1999, lanzó el satélite Terra.Las otras 2 misiones lanzaron satélites del Sistema de Vigilancia Oceánica Naval, USA 160 y USA 173. La última misión Atlas IIAS desde el SLC-3E se lanzó el 2 de diciembre de 2003.
En 2003 se informo que el SLC-3E sería reacondicionado para servir como plataforma de lanzamiento para el Atlas V. Las renovaciones del SLC-3E comenzaron después de una ceremonia de inauguración en enero de 2004. Junto con otros trabajos, el techo de la Torre de Servicio Móvil se elevo aproximadamente 30 pies (9,1 m) a una altitud de 239 pies (73 m) para acomodar un vehículo de la serie Atlas V 500 con su carenado de carga útil más grande. En julio de 2004, Lockheed Martin anuncio la llegada del cuarto y último segmento de la plataforma de lanzamiento fija (FLP). Los segmentos habían sido transportados desde una instalación de fabricación en Oak Hill, Florida, a 3.500 millas (5.600 km) de distancia. El segmento más grande pesaba 90 toneladas y "se pensaba que era el envío por carretera más grande jamás intentado a través del país". En febrero de 2005, el equipo de activación entregó la plataforma de lanzamiento al equipo operativo, marcando el final de una importante reconstrucción. El primer lanzamiento del Atlas V desde el SLC-3E tuvo lugar a las 10:02 GMT del 13 de marzo de 2008.
United Launch Alliance (ULA) heredo la plataforma en diciembre en 2006 cuando la compañía se formó como una empresa conjunta de Lockheed Martin y Boeing, y continuo usándola para volar cohetes Atlas V. En octubre de 2015, ULA anunció que la plataforma se actualizaría para acomodar el próximo cohete Vulcan Centaur, y que la plataforma podría lanzar Atlas V o Vulcan. El lanzamiento final del Atlas V desde la plataforma tuvo lugar el 10 de noviembre de 2022, transportando el satélite JPSS-2. Se esperaba que el primer vuelo de Vulcan desde SLC-3E fuera en 2023, pero Vulcan se ha retrasado y ahora se espera que el primer vuelo desde SLC-3E sea en 2025. A diciembre de 2024, el trabajo de conversión para soportar el Vulcan Centaur está en curso y se espera que se complete en 2025.   

## SLC-3W
El SLC-3W fue construido originalmente para los lanzamientos de Atlas-Agena y el primer vuelo desde la plataforma fue el lanzamiento de Samos 1 el 11 de octubre de 1960. La instalación sufrió graves daños 11 meses después cuando el cohete de Samos 3 exploto en la plataforma, pero fue reparado rápidamente y albergo su siguiente lanzamiento poco menos de 2 meses después.
En 1962-63, la plataforma se adaptó para el uso del Thor-Agena y fue el principal sitio de lanzamiento de los satélites de reconocimiento CORONA durante la década siguiente. Después de que el programa Corona terminara en 1972, el SLC-3W se reconvirtió nuevamente para dar soporte a los Atlas, esta vez para vuelos de misiles Atlas E/F renovados. El último lanzamiento de este tipo tuvo lugar en 1995.
SpaceX inicialmente planeo utilizar SLC-3W para el vehículo de lanzamiento Falcon 1, pero cambió a SLC-4E con Falcon 9.

## Historial de lanzamiento

#### Atlas II y Atlas V
Todos los lanzamientos del Atlas II son operados por Lockheed Martin. Todos los lanzamientos del Atlas V son operados por United Launch Alliance.
| Fecha                    | Hora (UTC) | Vehículo de lanzamiento | Configuración | Carga útil              | Resultado |
| ------------------------ | ---------- | ----------------------- | ------------- | ----------------------- | --------- |
| 18 de diciembre de 1999  | 18:57      | Atlas II                | Atlas IIAS    | Terra                   | Éxito     |
| 8 de septiembre de 2001  | 16:25      | Atlas II                | Atlas IIAS    | NROL-13                 | Éxito     |
| 2 de diciembre de 2003   | 10:04      | Atlas II                | Atlas IIAS    | NROL-18                 | Éxito     |
| 13 de marzo de 2008      | 10:02      | Atlas V                 | Atlas V 411   | NROL-28                 | Éxito     |
| 18 de octubre de 2009    | 17:12      | Atlas V                 | Atlas V 401   | USA-210 (DMSP-5D3 F18)  | Éxito     |
| 21 de septiembre de 2010 | 05:03      | Atlas V                 | Atlas V 501   | NROL-41                 | Éxito     |
| 15 de abril de 2011      | 05:24      | Atlas V                 | Atlas V 411   | NROL-34                 | Éxito     |
| 13 de septiembre de 2012 | 22:39      | Atlas V                 | Atlas V 401   | NROL-36                 | Éxito     |
| 11 de febrero de 2013    | 18:02      | Atlas V                 | Atlas V 401   | Landsat 8               | Éxito     |
| 6 de diciembre de 2013   | 07:14      | Atlas V                 | Atlas V 501   | NROL-39                 | Éxito     |
| 3 de abril de 2014       | 14:46      | Atlas V                 | Atlas V 401   | USA-249 (DMSP-5D3 F19)  | Éxito     |
| 13 de agosto de 2014     | 19:30      | Atlas V                 | Atlas V 401   | WorldView-3             | Éxito     |
| 13 de diciembre de 2014  | 03:19      | Atlas V                 | Atlas V 541   | NROL-35                 | Éxito     |
| 8 de octubre de 2015     | 13:49      | Atlas V                 | Atlas V 401   | NROL-55                 | Éxito     |
| 11 de noviembre de 2016  | 18:30      | Atlas V                 | Atlas V 401   | WorldView-4             | Éxito     |
| 1 de marzo de 2017       | 17:49      | Atlas V                 | Atlas V 401   | NROL-79                 | Éxito     |
| 24 de septiembre de 2017 | 06:49      | Atlas V                 | Atlas V 541   | NROL-42                 | Éxito     |
| 5 de mayo de 2018        | 12:05      | Atlas V                 | Atlas V 401   | InSight & Mars Cube One | Éxito     |
| 27 de septiembre de 2021 | 19:12      | Atlas V                 | Atlas V 401   | Landsat 9               | Éxito     |
| 10 de noviembre de 2022  | 09:49      | Atlas V                 | Atlas V 401   | JPSS-2 & LOFTID         | Éxito     |